# Pałac w Geguti
Pałac w Geguti (gruz. გეგუთის სასახლე) – pałac królewski z XII wieku w Geguti w zachodniej Gruzji zachowany w stanie ruiny, zabytek Gruzji o znaczeniu narodowym.

## Historia
Najstarsza część budynku, tj. pomieszczenie z dużym paleniskiem, pochodzi z VIII lub IX wieku, było wykorzystywane jako pałacyk myśliwski, a później używane jako pałacowa kuchnia; możliwe, że pierwotną budowlą w tym miejscu było rzymskie castellum, które starożytni autorzy wymieniali pod nazwą Mocheresis. Pałac w obecnej formie wzniósł król Jerzy III w trzeciej ćwierci XII wieku niedaleko miasta Kutaisi, w pobliżu rzeki Rioni. Miał on najpewniej służyć jako zimowa rezydencja króla. Źródła pisane i historycy są zdania, że pałac był ulubioną posiadłością gruzińskiej rodziny królewskiej, korzystała z niego m.in. królowa Tamara. W 1191 roku jej były mąż, kniaź Jurij Bogolubski próbował w pałacu dokonać zamachu stanu i przejąć władzę. W XIII–XIV wieku wzniesiono pałacową kaplicę. Po upadku królestwa Gruzji pałac służył władcom Królestwa Imeretii.
Budynek zachował się we względnie niezmienionym stanie do 1823 roku, następnie uległ znacznemu zniszczeniu. Nie zachowała się m.in. kopuła w centrum gmachu.
W 1937 roku przeprowadzono badania archeologiczne pałacu i oczyszczono jego niektóre części, odkryto wówczas około 60 artefaktów z różnych epok. Od 1954 do 1962 roku prowadzono prace zabezpieczające ruiny.
Pałac oraz kaplica pałacowa został uznany za zabytek Gruzji o znaczeniu narodowym w 2006 roku. Jest to jedyny zachowany budynek z okresu historii Gruzji jako zjednoczonego królestwa (zob. historia Gruzji).
W 2015 roku prowadzono prace rewitalizacyjne pałacu; zamontowano w tym czasie oświetlenie do nocnych iluminacji ruin. Przy pałacu około 2016 roku postawiono szklany panel z naniesionymi brakującymi fragmentami budowli, dzięki czemu zwiedzający patrząc poprzez nią na zabytek mogą sobie wyobrazić jego oryginalny wygląd.

## Architektura
Budynek murowany z cegły i kamienia. Elewacje zewnętrzne pokryto glazurowaną cegłą. Pałac dwukondygnacyjny, wzniesiony na rzucie zbliżonym do kwadratu. Mury pałacu zostały wzmocnione okrągłymi przyporami. Pomieszczenie o charakterze reprezentacyjnym zbudowano na rzucie nieregularnego krzyża i nakryto jego centralną część kopułą o średnicy 14 m, wysokość sali w najwyższym punkcie wynosiła 20 m. Do tejże sali przylegały pomieszczenia nakryte ostrołukowymi sklepieniami. Pozostałe pomieszczenia były przeznaczone na apartamenty rodziny królewskiej, skarbiec oraz pomieszczenia dla służby.
Przy pałacu znajdowała się kaplica. Współcześnie pałac znajduje się w stanie ruiny, zajmuje powierzchnię około 2000 m².

## Galeria

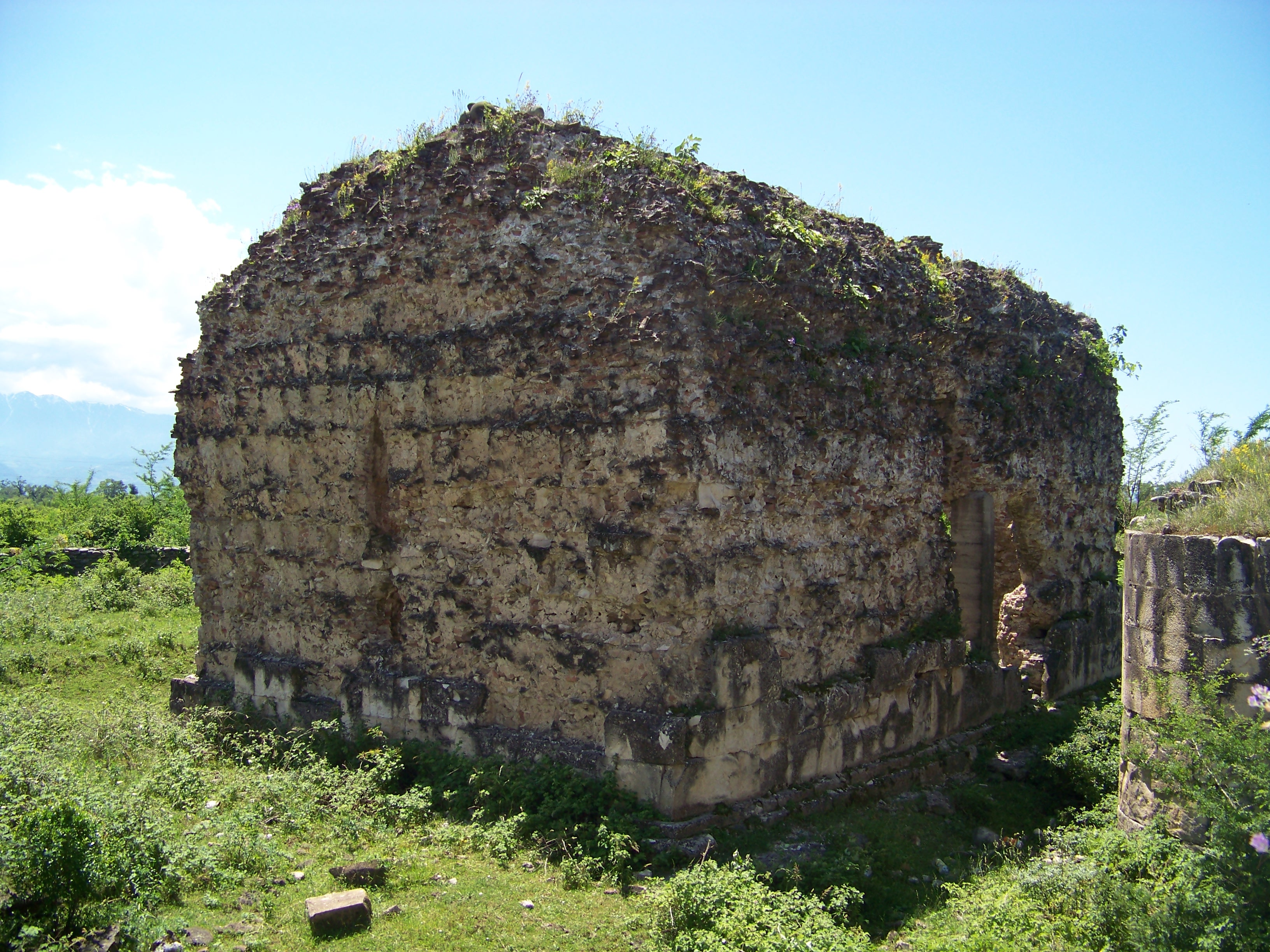
Ruiny kaplicy (2012)
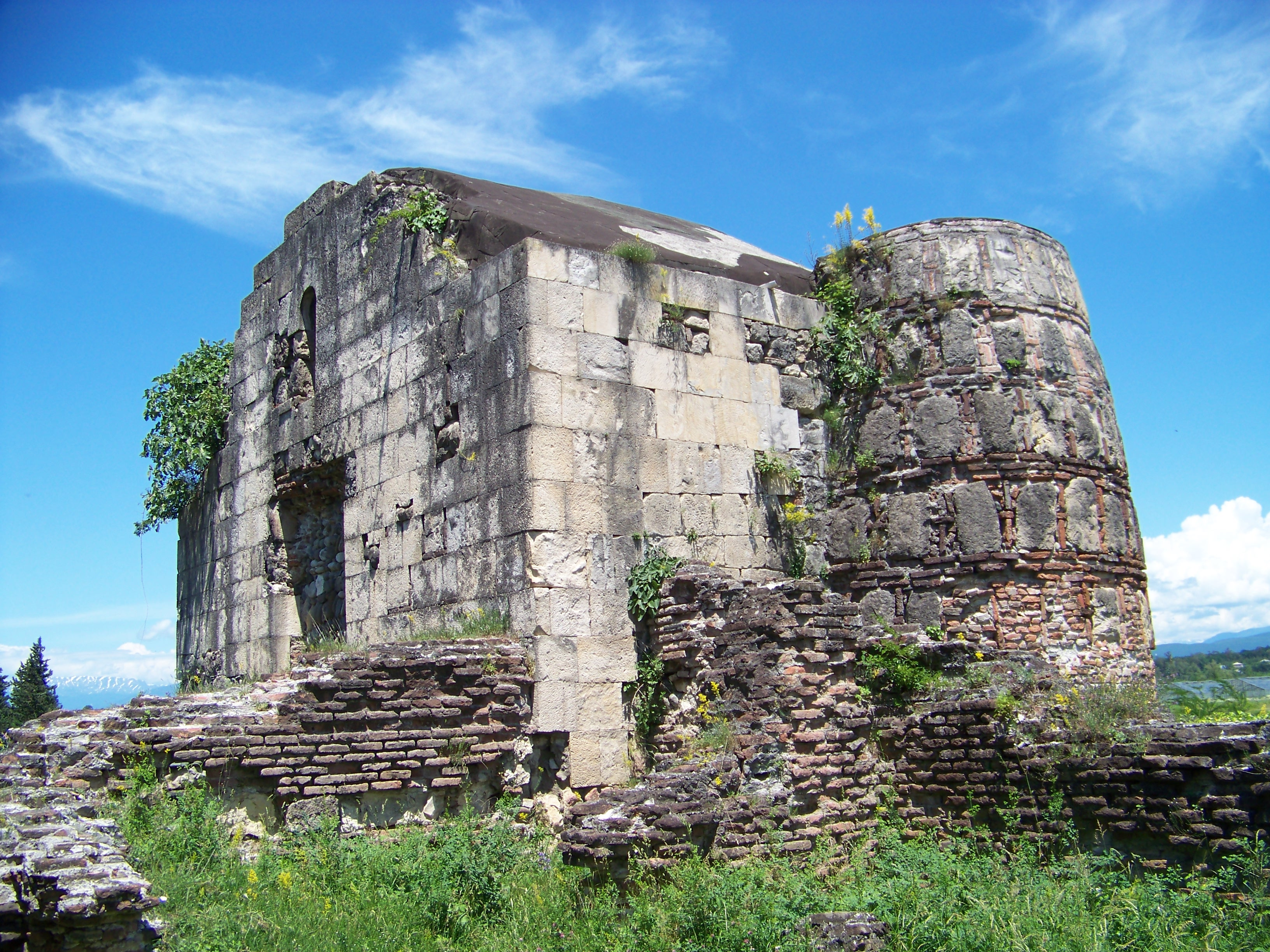
Narożnik pałacu ze skarpą (2011)
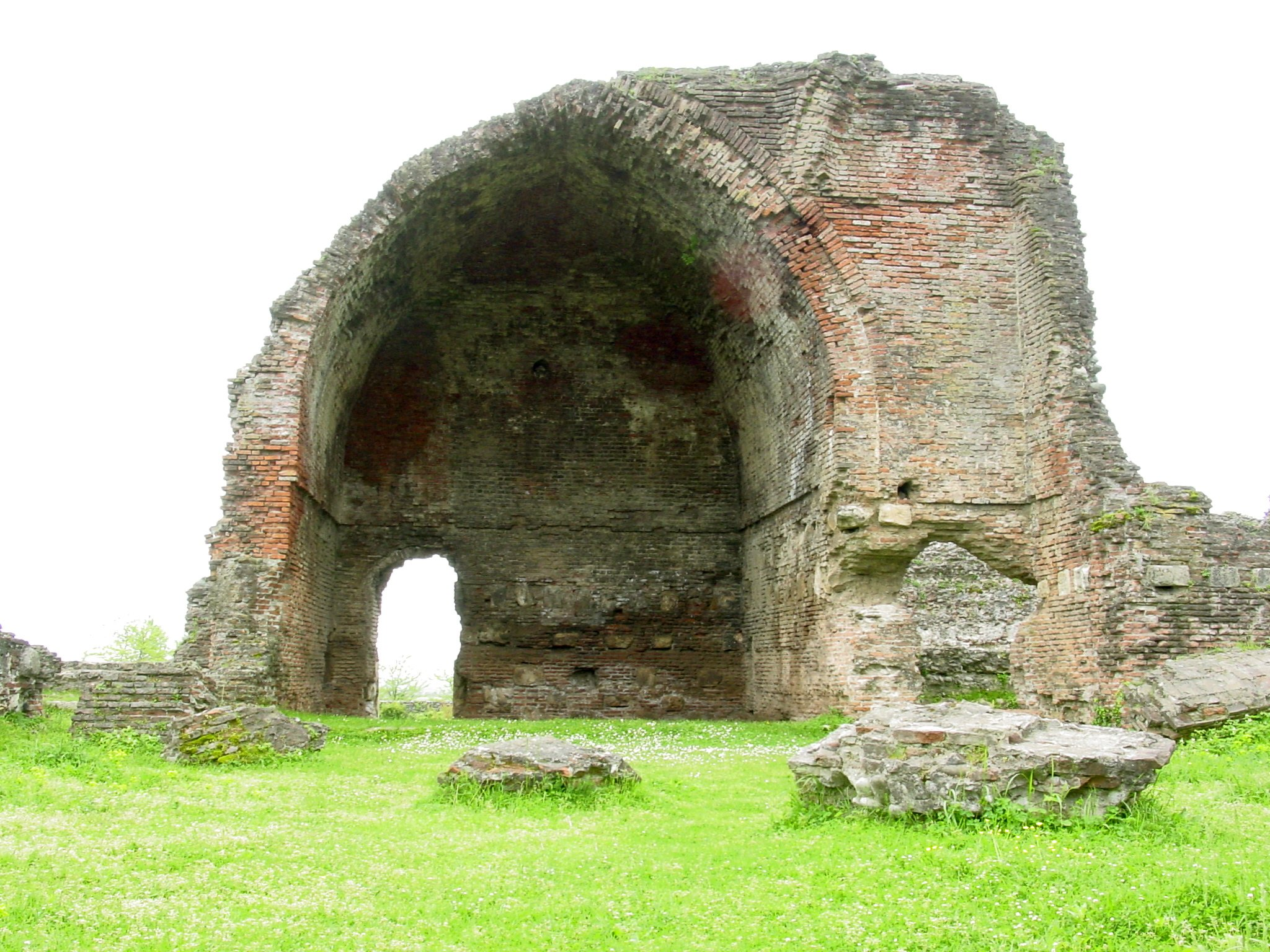
Pomieszczenie z ostrołukowym sklepieniem (2006)
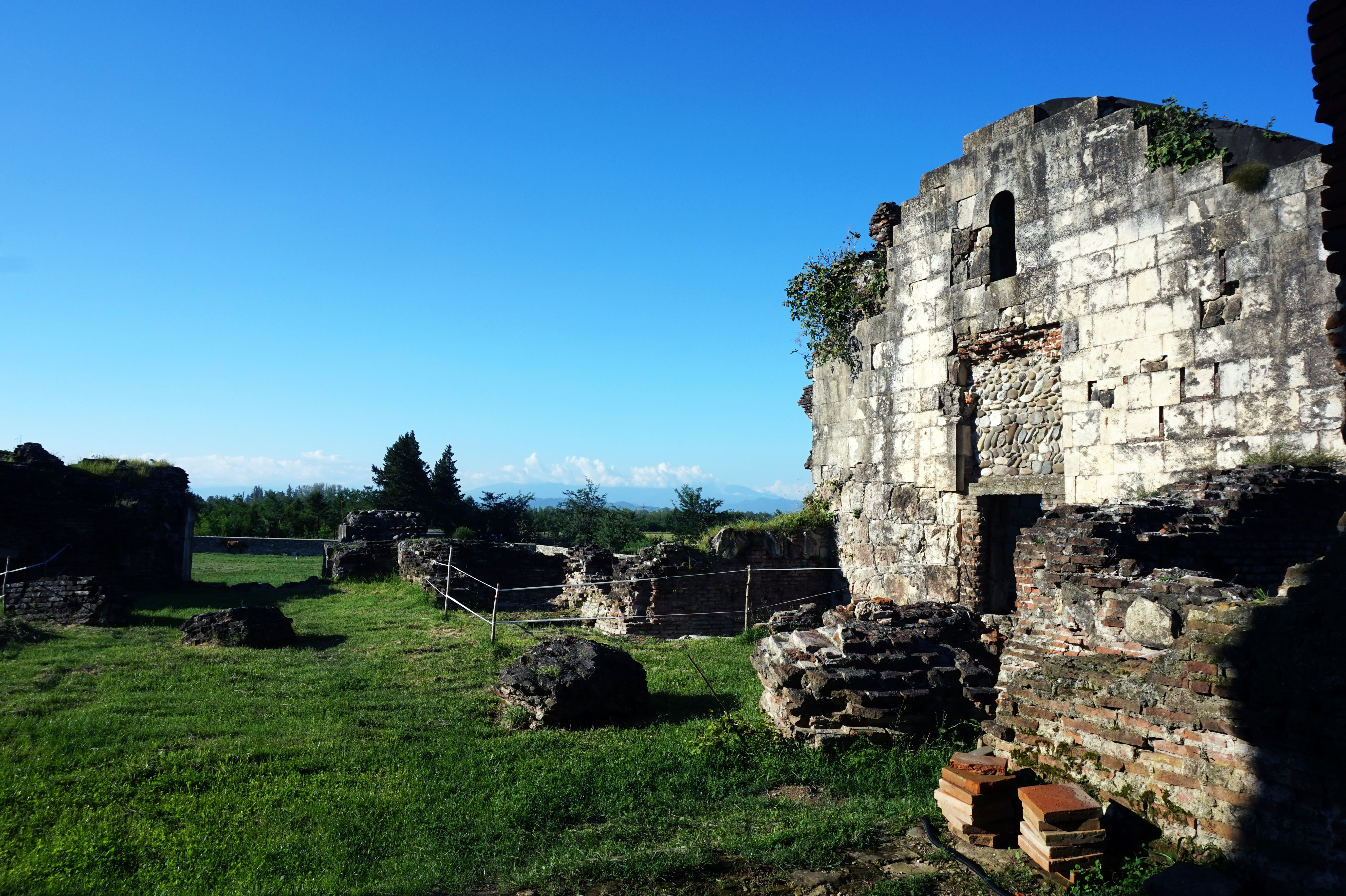
Ruiny (2016)
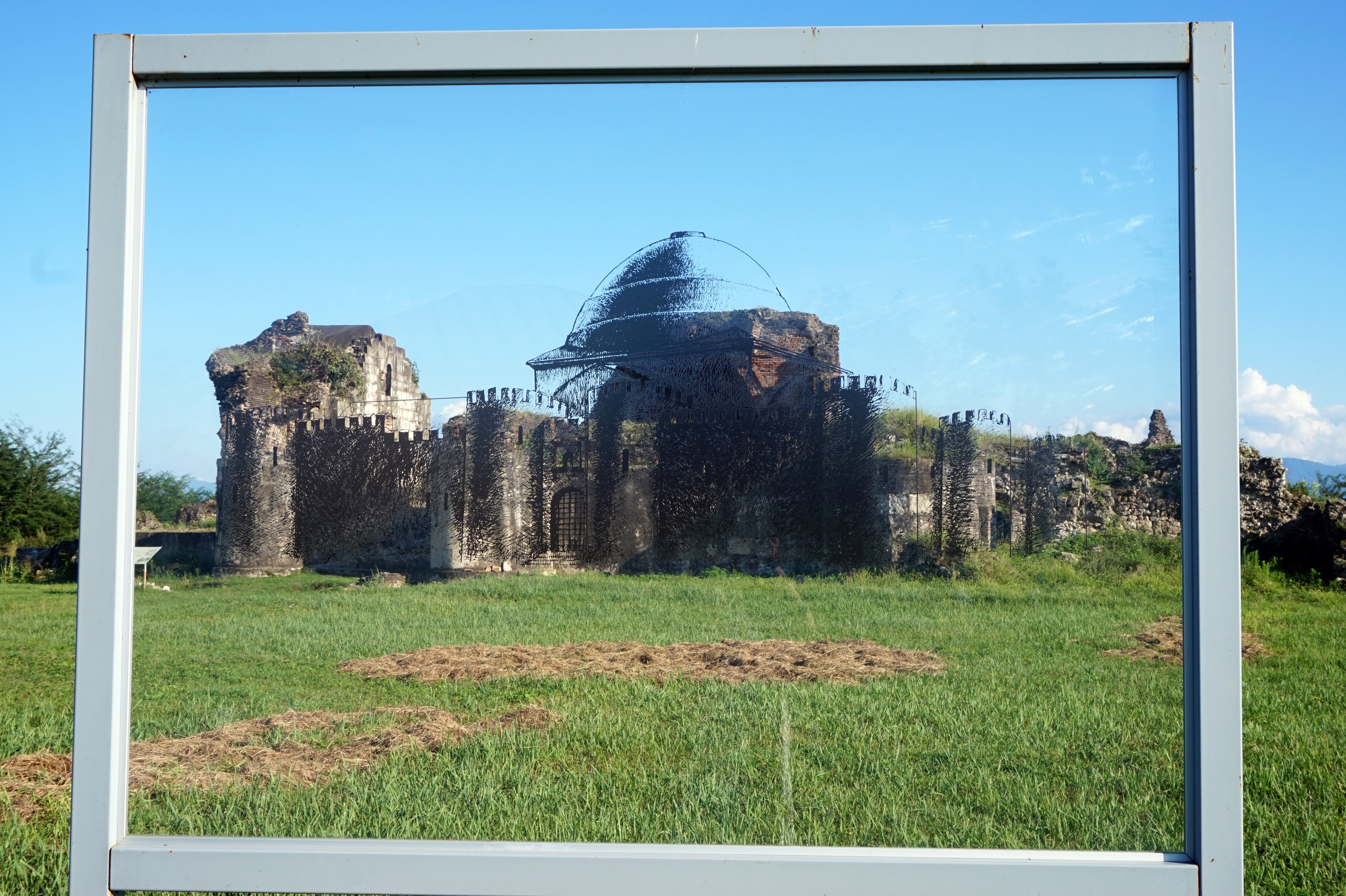
Ruiny widziane przez szklaną taflę (2016)
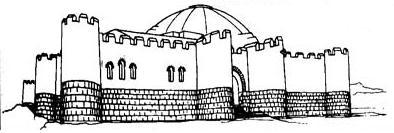
Możliwy oryginalny wygląd